# Bedeque and Area
Bedeque and Area é um município rural localizado no Condado de Prince, na Ilha do Príncipe Eduardo, Canadá. Foi formado em 2012 pela fusão das antigas comunidades de Bedeque e Central Bedeque.

## Geografia
Situado na parte sul da ilha, o município encontra-se próximo à baía de Bedeque Bay, em uma região caracterizada por paisagens agrícolas e pequenas comunidades.

## Demografia
De acordo com o Censo do Canadá de 2016, o município possuía uma população de 302 habitantes, distribuídos em 132 residências particulares.

## Economia
A economia local é baseada principalmente na agricultura e em pequenos negócios, com influência do turismo sazonal e proximidade de centros urbanos como Summerside.

## Administração
O município é administrado por um conselho local, responsável por assuntos comunitários e manutenção de serviços básicos.